# 34 (число)
Вижте пояснителната страница за други значения на 34.
Трийсет и четири (също и тридесет и четири) е естествено число, предхождано от трийсет и три и следвано от трийсет и пет. С арабски цифри се записва 34, а с римски – XXXIV. Числото 34 е съставено от две цифри от позиционните бройни системи – 3 (три) и 4 (четири).

## Математика
- 34 е четно число.
- 34 е съставно число.
- 34 е безквадратно число.
- 34 е число на Фибоначи.
- 34 е сбор от първите пет факториела (0!+1!+2!+3!+4! = 34).
- 34 е сбор от квадратите на първите две нечетни прости числа (3²+5² = 34).
- 34 има 4 делителя, колкото имат и съседните му числа 33 и 35, което го прави най-малкото число, заобиколено от числа със същия брой делители.
- 34 е магическа константа (сборът от числата в страните и диагоналите) на магически квадрат със страна 4.

## Други
- 34 е атомният номер на химичния елемент селен.
- 34-тият ден от годината е 3 февруари.
- Телефонният код на Испания е +34.
- 34 е кодът на Истанбул на регистрационните номера на МПС в Турция.